# BloodRayne 2
BloodRayne 2 (BloodRayne 2: Deliverance) è un film franco-canadese direct-to-video del 2007 diretto da Uwe Boll.
È il sequel di BloodRayne, film del 2005 diretto dallo stesso Uwe Boll e basato sull'omonimo videogioco. Inoltre ha a sua volta un sequel dal titolo BloodRayne: The Third Reich; uscito nel 2011, diretto sempre da Uwe Boll con protagonista Natassia Malthe.

## Trama
La guerriera mezza umana e mezzo vampiro Rayne si avventura nel West del 1880 per fermare il vampirizzato Billy The Kid e la sua gang di cowboy vampireschi.